# 장진국
장진국(張鎭國, 1938년 3월 19일 ~ )은 대한민국의 제5대 서울특별시의원, 제2대 서울특별시 용산구의원이다.

## 학력
- 건국대학교 경제학 학사 졸업

## 경력
- 민족통일연맹 용산구 협의회장
- 민주평화통일자문회의 자문위원
- 1995.07 ~ 1998.06 제2대 서울특별시 용산구의회 의원
- 1995.07 ~ 1998.06 제2대 서울특별시 용산구의회 부회장
- 1998.07 ~ 2000.05 제5대 서울특별시의회 의원
- 1998.07 ~ 1998.09 제5대 서울특별시의회 보건사회위원회 간사
- 1998.08 ~ 1999.02 제5대 서울특별시의회 윤리특별위원회 간사
- 1998.09 ~ 2000.05 제5대 서울특별시의회 문교보사위원회 간사
- 1998.10 ~ 1999.10 제5대 서울특별시의회 예산결산특별위원회 위원
- 1999.10 ~ 2000.05 제5대 서울특별시의회 여성특별위원회 위원

## 역대 선거 결과
|  | 39.49% |

|  | 46.18% |